# Evangelos Damaskos
Evangelos Damaskos (griechisch Ευάγγελος Δαμάσκος; * / † unbekannt) war ein griechischer Leichtathlet, der im ausgehenden 19. Jahrhundert aktiv war. Er bildete zusammen mit seinen Landsleuten Ioannis Theodoropoulos und Vasilios Xydas sowie den beiden US-Amerikanern William Hoyt und Albert Tyler das nur fünfköpfige Teilnehmerfeld im Stabhochsprung bei den ersten Olympischen Spielen der Neuzeit 1896 in Athen.
Nachdem alle drei Griechen die Anfangshöhe von 2,40 m gemeistert hatten, überquerte Damaskos ebenso wie Theodoropoulos die als dritte Höhe aufgelegten 2,60 m. An der nächsten Höhe von 2,80 m (bei der Hoyt und Tyler den Wettkampf erst aufnahmen) scheiterten die beiden Griechen und teilten sich daraufhin den dritten Platz. Ihre Unterlegenheit gegenüber den Amerikanern war deutlich: Hoyt siegte mit 3,30 m, und Tyler übersprang als Zweitplatzierter 3,20 m.
Weitere Leistungen von Evangelos Damaskos sind nicht belegt.